# Sebring International Raceway
A Sebring International Raceway egy Amerikai Egyesült Államok-beli autóversenypálya, Florida államban, Miamitól 220 km-re északra, Sebring városától nem messze. A pálya a Hendricks Field egykori katonai, ma magán-és teherrepülőtér egy részén terül el. Az 1950-ben épült létesítmény egyike az Egyesült Államok legrégibb, folyamatosan működő versenyhelyszíneinek. Itt tartják a híres Sebringi 12 órás megbízhatósági versenyeket, valamint számos észak-amerikai versenysorozat futamait. A Formula–1 egyszer, 1959-ben látogatott el a pályára.

## Történet
A második világháború alatt a repülőtér a B17 Flying Fortress bombázók személyzetének kiképzőközpontja volt. A kifutópályák egy részén és a mellette lévő mezőn 1950 folyamán létesült a versenypálya. Az első versenyt, a Sam Collier 6 Hour Memorial race-t 1950 szilveszterén rendezték. Az első Sebringi 12 órás autóversenyt 1952. március 15-én tartották.

### Formula–1
Az 1959-es Formula–1 világbajnokság záró futamát, egyben az első amerikai nagydíjat Sebringben tartották. Az időmérő edzésen Stirling Moss 3 másodpercet vert a második Jack Brabhamre. A harmadik Harry Schell már 5,2 másodperccel volt lassabb nála, Bruce McLaren a tizedik helyen már 8,3 másodpercet kapott Mosstól. A futamot azonban McLaren nyerte. Moss már az 5. körben búcsúzott, Schell is ekkor esett ki. McLaren mögött 0,6 másodperccel ért célba Maurice Trintignant, a harmadik Tony Brooks már 3:00:900-as hátrányt könyvelhetett el. A leggyorsabb kört Maurice Trintignant futotta, 162.856 km/h-s átlagsebességgel.
A továbbiakban már nem rendeztek F1-es versenyt Sebringben az alacsony nézettség és a magas költségek miatt. Az amerikai nagydíj átköltözött a kaliforniai Riverside pályára.

## Lásd még
Formula–1-es versenypályák listája